# Ямагата, Исао
Исао Ямагата (яп. 山形 勲), настоящее имя Исао Хавана (яп. 塙 勲, 25 июля 1915, Лондон, Англия — 28 июня 1996, Футю, Токио, Япония) — японский актёр театра, кино и телевидения.

## Биография и карьера
Родился в 1915 году в Лондоне (Великобритания), в период европейских гастролей своего отца, циркового актробата Ивао Ямагаты (Хаваны). Впоследствии, на фоне развивающейся Первой Мировой войны, семья вернулась в Японию, где Ивао Ямагата перешёл на гостиничный бизнес. Имел трёх сестёр.
Проявил большой интерес к кино ещё в младшей школе; впоследствии увлечение только усиливалось, и в 1930 году юный Исао бросил школу, чтобы учиться на актёра. В 1935 году Исао Ямагата окончил театральное училище. После небольшого периода военной службы, в 1936 году он устроился в труппу театральной компании Toho. C 1942 года работал в театре «Гэкидан Бунка-дза» (яп.) вместе с такими актёрами, как Такаси Сасаки, Мицуэ Судзуки, Со Ямамура и другие.
С начала 1940-х — начала 1950-х приблизительно до середины 1980-х годов участвовал в киносъёмках. Большинство кинематографических баз данных, включая японские, прослеживают его кинокарьеру с 1951 года, хотя некоторые источники называют первым фильмом с его участием Kirare no Senta (斬られの仙太) 1949 года. C 1953 года и практически до конца жизни Ямагата также активно участвовал в телевизионных работах — фильмах и сериалах различных телекомпаний, включая NHK, NTV, NET, TBS, CX, KTV, CBC и другие студии, всего сыграв в телепостановках около 230 ролей.. Воплощал образы разного плана в фильмах как исторического, так и современного сеттинга, включая роли отцов главных героев, управляющих даймё, директоров компаний, университетских профессоров, чиновников вплоть до министров и т. д., однако остался наиболее известен по отрицательным ролям в фильмах жанра дзидайгэки и кино о якудза 1950-х — начала 1960-х годов.
В 1988 году актёр был удостоен за вклад в культуру ордена Священного Сокровища 4-й степени.
Последней работой Исао Ямагаты стало участие в теледраме NHK, посвященной участию Японии в войне и атомной бомбардировке Хиросимы. Во время съёмок у актёра произошёл рецидив туберкулёза лёгких, от которого он страдал с молодости (тогда Исао был спасен хирургическим путём, ценой резекции одного лёгкого). Исао Ямагата был госпитализирован в отделение Медицинского Центра Токио в Футю, где и умер 28 июня 1996 года, не дожив месяц до 81-летия. Связь Исао Ямагаты с кино и телевидением была продолжена его сыном Дзюнъити Хаваной, ставшим продюсером TV Asahi.

## Частичная фильмография

### В кино- и телефильмах
Полная фильмография Исао Ямагаты, включая участие в документальном кино, насчитывает около 290 названий; наиболее значимые фильмы из неё приведены ниже.
Фильмы 1950-х годов
- 1951 — ブンガワンソロ / River Solo Flows / букв. Река Соло — сержант военной полиции
- 1952 — リンゴ園の少女 / Girl of Apple Park / букв. Девочка из яблоневого сада
- 1953 — 地獄門 / Gate of Hell / Врата ада — Ватанабэ Ватару[5]
- 1954 — 千姫 / The Princess Sen / букв. Принцесса Сэн — Сакадзаки Наомори[5]
- 1954 — 七人の侍 / Seven Samurai / Семь самураев — ронин
- 1955 — 浮雲 / Floating Clouds / Плывущие облака — Сугио Иба
- 1955 — 楊貴妃 / Princess Yang Kwei-Fei / Ёкихи / Ян Гуйфэй — Ян Сянь[5]
- 1955 — 六人の暗殺者 / Rokunin no ansatsusha / букв. Шестеро убийц
- 1955 — 夫婦善哉 / Meoto zenzai
- 1956 — 宇宙人東京に現わる / Warning from Space / Mysterious Satellite / прибл. Космические пришельцы в Токио — доктор Мацуда
- 1956 — 猫と庄造と二人のをんな / A Cat, Two Women, and One Man / букв. Кот, Сёдзо и две женщины
- 1957 — 米 / The Rice People / букв. Рис — Мацуносукэ Ота
- 1957 — 大阪物語 / An Osaka Story / букв. Осакская история
- 1957 — 大菩薩峠 / Sword in the Moonlight / Перевал Бодхисаттвы / Меч cудьбы — даймё Камио
- 1957 — 気違い部落 / The Unbalanced Wheel
- 1958 — 一心太助 天下の一大事 / The Town Hero / букв. Иссин Тасукэ: Дело мировой важности — даймё Мацудайра Идзу-но-ками
- 1958 — 裸の太陽 / The Naked Sun / Обнажённое солнце — помощник машиниста
- 1959 — 旗本退屈男 謎の南蛮太鼓 / Bored Hatamoto: The Acrobats of Death / A Sword Against Intrigue / Скучающий Хатамото: Загадка китайских клоунов — Митиюки

Фильмы 1960-х годов
- 1961 — 赤穂浪士 / Akō Rōshi / Замок Ако / Ронины из Ако — Катаока Гэндоэмон
- 1962 — 瞼の母 / In Search of Mother — Ёсукэ
- 1965 — 水で書かれた物語 / A Story Written with Water — Дэндзо Хасимото
- 1966 — 座頭市海を渡る / Zatoichi’s Pilgrimage / Паломничество Дзатоити — оябун Тохати
- 1967 — 上意討ち 拝領妻始末 / Samurai Rebellion / Бунт самураев — Сёбэй Цутия

Фильмы 1970-х годов
- 1970 — 幕末 / Bakumatsu / Бакумацу — Хироэ Ямада
- 1971 — 顔役 / Kaoyaku / букв. Заправи́ла — Сэйдзо Огата
- 1972 — 子連れ狼　死に風に向う乳母車 / Lone Wolf and Cub: Baby Cart to Hades / Одинокий волк и его ребёнок — Гэмба Саватари
- 1974 — しあわせの一番星 / Shiawase no ichiban boshi — Сюдзо Камияма
- 1976 — 不毛地帯 / Fumō chitai

Фильмы 1980-х годов
- 1980 — 徳川一族の崩壊 / Tokugawa ichizoku no houkai / букв. Падение клана Токугава — даймё Итакура Кацукиё[яп.]
- 1981 — ちゃんばらグラフィティー 斬る! / Chambara graffiti: Kill! (документальный фильм)
- 1982 —  La Truite / Форель — Дайго Хамада

### В телесериалах
- Dokuganryū Masamune (1987) — Мукаидатэ Такуми

## Дополнительные ссылки и литература
- Gate of Hell // The New York Times Guide to the Best 1,000 Movies Ever Made / Peter M. Nichols, A. O. Scott (Eds.). — Macmillan, 2004. — P. 371. — 1174 p. — ISBN 9780312326111.
- 濱田研吾. 脇役本: ふるほんに読むバイプレーヤーたち. — 右文書院, 2005. — 339 p. — ISBN 9784842100555.
- 山形勲のリアリズム 内面的演技の方法, 山形勲の鎧 (рус. «Реализм Исао Ямагаты: метод внутренней игры; защитный покров Исао Ямагаты») // Кинэма Дзюмпо. — 1959. — Vol. 233, no. 1048 (май). — P. 65-67.
- https://kotobank.jp/word/山形+勲-1657364
- Исао Ямагата (яп.) на сайте Japanese Movie Database
- Исао Ямагата (яп.) на сайте MovieWalker Plus
- Исао Ямагата (яп.) на сайте TVDrama-db